# Cedric Henderson (1975)
Cedric Earl Henderson (Memphis, 11 marzo 1975) è un ex cestista statunitense, professionista nella NBA e in Europa.

## Carriera
Venne selezionato dai Cleveland Cavaliers al secondo giro del Draft NBA 1997 (44ª scelta assoluta).
Fu protagonista di un'ottima annata d'esordio con i Cleveland Cavaliers insieme alle altre due matricole della squadra, Brevin Knight e Derek Anderson, a differenza dei quali non riuscì a mantenersi costante come prestazioni negli anni a seguire.
Dopo una breve parentesi nei Golden State Warriors, iniziò a girovagare tra leghe minori americani e campionati stranieri.

## Statistiche

### College
| Anno      | Squadra        | PG  | PT  | MP   | TC%  | 3P%  | TL%  | RP  | AP  | PRP | SP  | PP   |
| --------- | -------------- | --- | --- | ---- | ---- | ---- | ---- | --- | --- | --- | --- | ---- |
| 1993-1994 | Memphis Tigers | 28  | 28  | 32,2 | 46,5 | 26,9 | 60,0 | 5,1 | 1,9 | 1,1 | 1,0 | 13,7 |
| 1994-1995 | Memphis Tigers | 34  | 33  | 31,2 | 44,1 | 29,9 | 58,3 | 5,1 | 1,4 | 1,2 | 1,1 | 12,9 |
| 1995-1996 | Memphis Tigers | 30  | 30  | 29,2 | 49,2 | 39,0 | 61,3 | 4,0 | 1,3 | 1,5 | 0,5 | 12,6 |
| 1996-1997 | Memphis Tigers | 31  | 31  | 34,5 | 41,7 | 26,3 | 68,9 | 6,5 | 1,4 | 1,9 | 1,0 | 16,0 |
| Carriera  | Carriera       | 123 | 122 | 31,8 | 45,0 | 30,4 | 62,9 | 5,2 | 1,5 | 1,4 | 0,9 | 13,8 |

### NBA

#### Regular Season
| Anno      | Squadra             | PG  | PT  | MP   | TC%  | 3P%  | TL%  | RP  | AP  | PRP | SP  | PP   |
| --------- | ------------------- | --- | --- | ---- | ---- | ---- | ---- | --- | --- | --- | --- | ---- |
| 1997-1998 | Cleveland Cavaliers | 82  | 71  | 30,8 | 48,0 | 0,0  | 71,6 | 4,0 | 2,0 | 1,2 | 0,5 | 10,1 |
| 1998-1999 | Cleveland Cavaliers | 50  | 48  | 30,3 | 41,7 | 16,7 | 81,3 | 3,9 | 2,3 | 1,2 | 0,5 | 9,1  |
| 1999-2000 | Cleveland Cavaliers | 61  | 7   | 18,1 | 39,6 | 6,7  | 66,3 | 2,3 | 0,9 | 0,6 | 0,3 | 5,4  |
| 2000-2001 | Cleveland Cavaliers | 55  | 10  | 17,5 | 38,9 | 12,5 | 65,2 | 1,6 | 1,4 | 0,5 | 0,4 | 4,3  |
| 2001-2002 | G.S. Warriors       | 12  | 0   | 5,8  | 48,4 | 50,0 | 57,1 | 0,3 | 0,3 | 0,5 | 0,2 | 3,0  |
| Carriera  | Carriera            | 260 | 136 | 23,8 | 43,6 | 14,0 | 71,5 | 2,9 | 1,6 | 0,9 | 0,4 | 7,3  |

#### Playoffs
| Anno     | Squadra             | PG | PT | MP   | TC%  | 3P% | TL%  | RP  | AP  | PRP | SP  | PP  |
| -------- | ------------------- | -- | -- | ---- | ---- | --- | ---- | --- | --- | --- | --- | --- |
| 1998     | Cleveland Cavaliers | 4  | 4  | 39,3 | 39,3 | 0,0 | 61,5 | 4,3 | 2,8 | 1,5 | 0,0 | 7,5 |
| Carriera | Carriera            | 4  | 4  | 39,3 | 39,3 | 0,0 | 61,5 | 4,3 | 2,8 | 1,5 | 0,0 | 7,5 |

## Palmarès

### Club
- D-League: 1

2003

### Individuale
- McDonald's All-American Game: 1

1993
- NBA All-Rookie Second Team: 1

1998